# آرنولد هیوز ایگلتون
آرنولد هیوز ایگلتون (انگلیسی: Arnold Reading؛ ۳ آوریل ۱۸۹۶ – ۴ ژانویهٔ ۱۹۷۵) فرد نظامی اهل بریتانیا بود. وی همچنین برندهٔ جوایزی همچون نشان امپراتوری بریتانیا شده‌است.